# Eialete de Baçorá
```
   |-
       |
Erro:
:  
valor não especificado para "
nome_comum
"

   |-
       | 
Erro:
:  
valor não especificado para "
continente
"
```

O Eialete de Baçorá (Turco Otomano): اāالت بصره; Eyālet-i Baṣrâ) era um eialete do Império Otomano. Sua área relatada no século XIX era de 9 872 milha quadradas (26 000 km2). Tinha um Defterdar e Kehiya dos Chavushes, mas nem Alai-beg nem Cheribashi, porque não havia ziamets ou Timars, as terras sendo todas alugadas pelo governador.

## História
Baçorá tinha tido anteriormente um governo hereditário (mulkiat), mas foi reduzido a um eialete comum quando conquistado pelo Sultão Maomé IV. Em 1534, quando os Otomanos capturaram Bagdá, Rashid al-Mughamis, o emir Beduíno que então controlava Baçorá, submeteu-se aos Otomanos. Basra tornou-se uma província Otomana em 1538, e um governador Otomano foi nomeado em 1546. O eialete foi posteriormente subordinado a Bagdá durante a dinastia Mameluca do Iraque, e foi separado de Bagdá novamente de 1850 a 1862.